# Gaeltacht Corca Dhuibhne
La Gaeltacht Corca Dhuibhne es troba a l'oest del final de la península de Dingle (Corca Dhuibhne) al Comtat de Kerry. Es tracta d'una àrea on predomina el gaèlic irlandès. S'estén des d'Abhainn an Scail a Dún Chaoin i An Clochán a An Daingean. Les principals viles de la zona són Abhainn an Scáil, Lios Póil, An Daingean, Ceann Trá, Dún Chaoin, Baile an Fheirtéaraigh, Baile na nGall i An Clochán. Hi ha 6.000-7.000 persones vivint a la zona dels quals 3.000 parlen irlandès.
L'estació de ràdio en irlandès RTE Raidió na Gaeltachta té uns estudis a Baile na nGall.
Aquesta és una llista de la població i el percentatge de parlants d'irlandès als districtes electorals:
1. Cill Chuain (438) (79%)
2. Cill Maoilcheadair (536) (77%)
3. Dun Urlann (407) (77%)
4. Marthain (238) (67%)
5. Dun Chaoin (207) (63%)
6. Ceann Tra (448) (55%)
7. Na Beathacha (15) (46%)
8. An Mhin Aird (373) (43%)
9. Na Gleannta (1,419) (41%)
10. Cinn Aird (357) (39%)
11. Ce Bhreanainn (127) (36%)
12. An Clochan (258) (32%)
13. An Daingean (1,593) (24%)
14. An Baile Dubh (131) (32%)

## Gaeltacht Ui Rathach
És una àrea Gaeltacht poc poblada situada en la península d'Iveragh al sud de la de Dingle.
Llista d'EDs:
1. Cathair Donall (97) (10%)
2. Doire Fhionain (151) (13%)
3. Trian Iarthach (126) (15%)
4. An tImleach (319) (14%)
5. An Baile Breac (64) (18%)
6. Maistir Gaoithe (83) (20%)
7. Doire Ianna (206) (21%)
8. Ceannuigh (143) (26%)
9. Loch Luioch (16) (25%)
10. Baile an Sceilg (346) (30%)
11. Toghroinn Fhionain (134) (31%)
12. Na Beathacha (15) (46%)